# Kiều hoa đỏ
Kiều hoa đỏ (danh pháp hai phần: Calanthe rubens) là một loài địa lan.
Cây phân bố ở Đông Nam Á. Tại Việt Nam, cây có mặt ở Côn Đảo.

## Hình ảnh

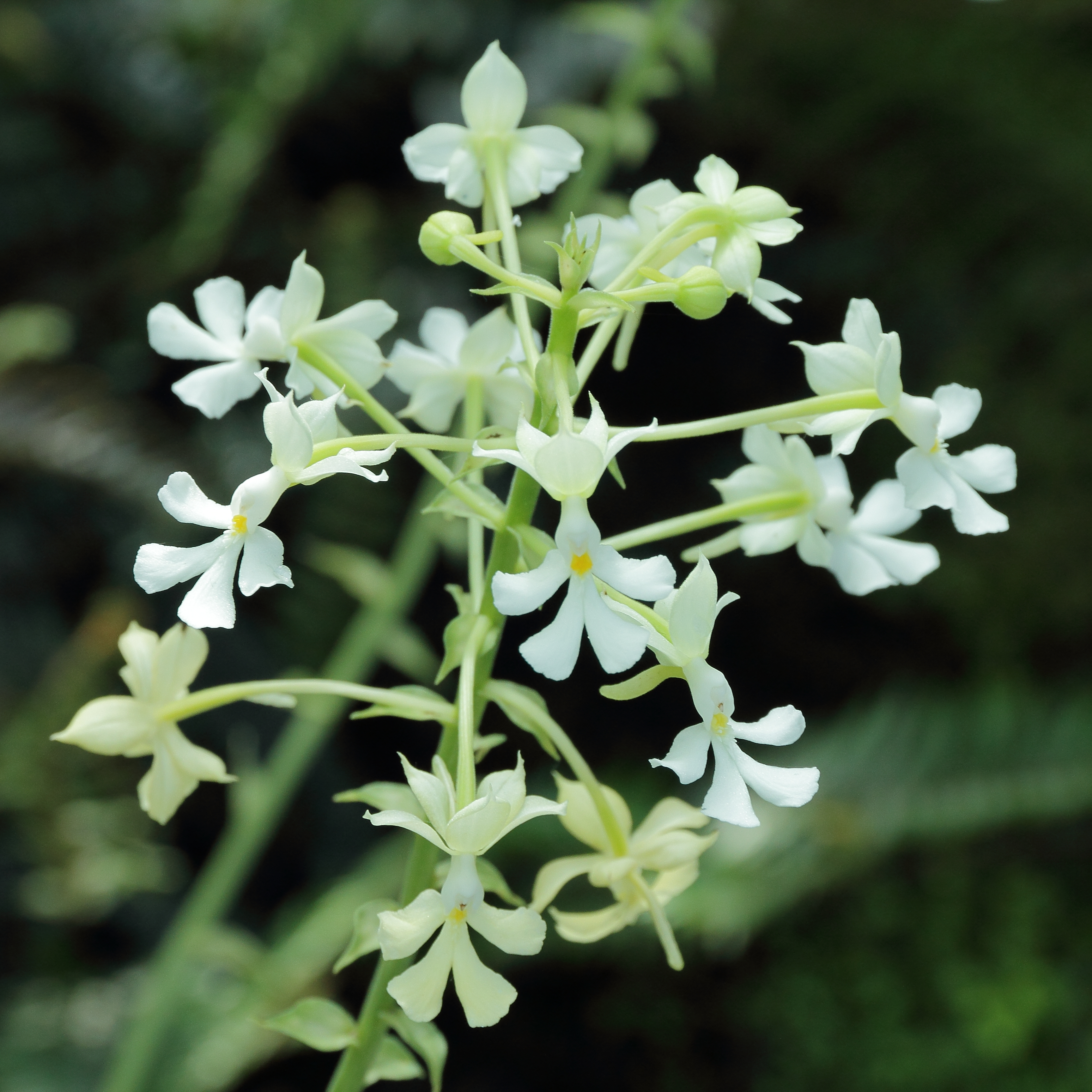
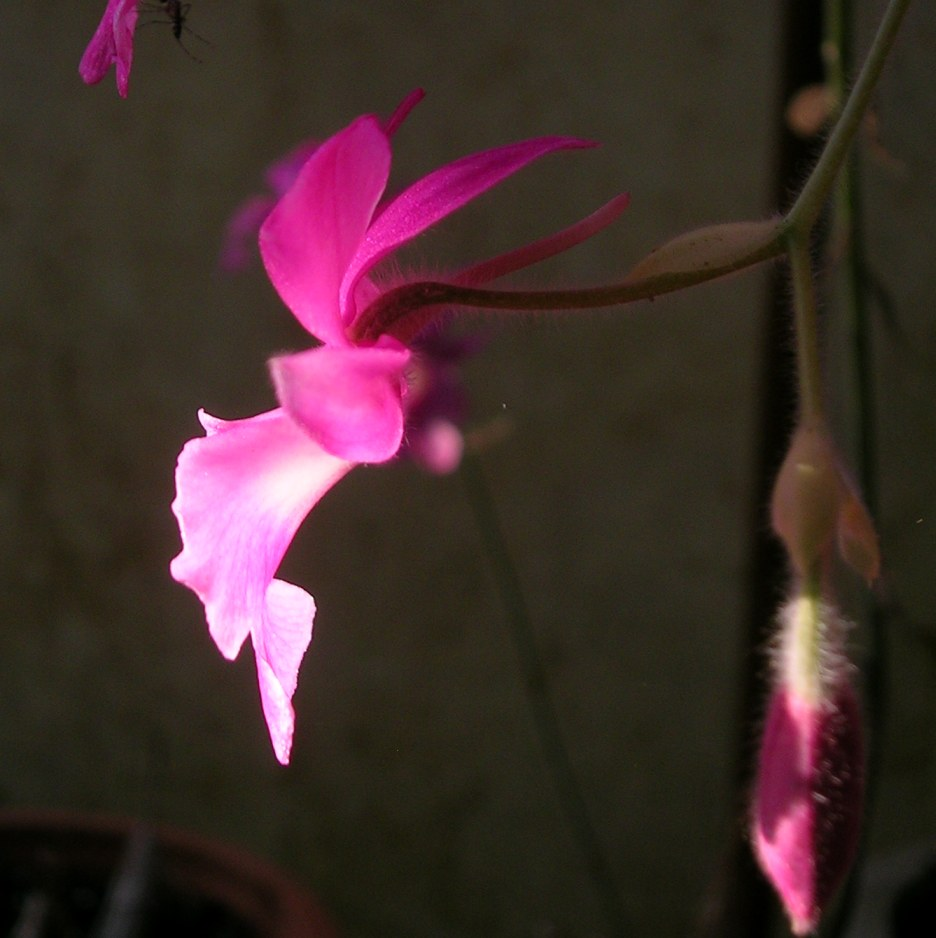